# Skærbæk (Vester Nebel Sogn)
 For alternative betydninger, se Skærbæk. (Se også artikler, som begynder med Skærbæk)
Skærbæk, tidligere kaldet Schierebech, er en gammel bebyggelse i Vester Nebel Sogn i Esbjerg Kommune. Bebyggelsen eller måske kun gården eksisterede før oprettelsen af hovedgården Ølufgård i 1583. Ved udparcelleringen af hovedgården Ølufgård i 1791 var der 1 gård og 2 huse med jord på Skærbæk mark. Disse blev frasolgt Ølufgård sidst i 1790'erne. Der var også et par jordløse huse, som efterhånden forsvandt.
Omkring 1800 blev oprettet et par nye brug. Siden er et enkelt hus og et nyt husmandsbrug kommet til. Et af de gamle husmandsbrug forsvandt i sidste halvdel af 1800-tallet.
Øluf Mølle, oprindeligt Skærbæk Mølle, hørte egentlig med til Skærbæk, men i tiden under hovedgården Ølufgård blev marken regnet som en del af Ølufgårds mark.